# Jardin Hama-rikyū
 (août 2018).
Si vous disposez d'ouvrages ou d'articles de référence ou si vous connaissez des sites web de qualité traitant du thème abordé ici, merci de compléter l'article en donnant les références utiles à sa vérifiabilité et en les liant à la section « Notes et références ».
Le jardin Hama-rikyū (浜離宮恩賜庭園, Hama-rikyū onshi teien, « jardin du palais isolé de la plage, don impérial ») est un jardin japonais de Tokyo, au Japon. Ce jardin de promenade (kaiyū-shiki) se trouve à proximité du quartier de Shiodome, dans l'arrondissement de Chūō, à l'embouchure de la Sumida dans la baie de Tokyo. Sa superficie est de 25 hectares, et il est bordé sur trois côtés par une douve remplie d'eau de mer.
Le jardin existe depuis le XVIIe siècle ; à ses débuts, il faisait partie d'une villa de la famille Tokugawa. Il est ouvert au public depuis 1946. C'est un des 29 « sites à la beauté exceptionnelle du paysage » du Japon, selon la classification du ministère de la Culture.
Le jardin se divise en deux parties : la plus ancienne (époque d'Edo) au sud, centrée sur l'ancien jardin du daimyo[Lequel ?], et où se trouve une lagune qui se remplit à marée haute, et un jardin plus récent au nord, aménagé durant l'ère Meiji.

## Historique

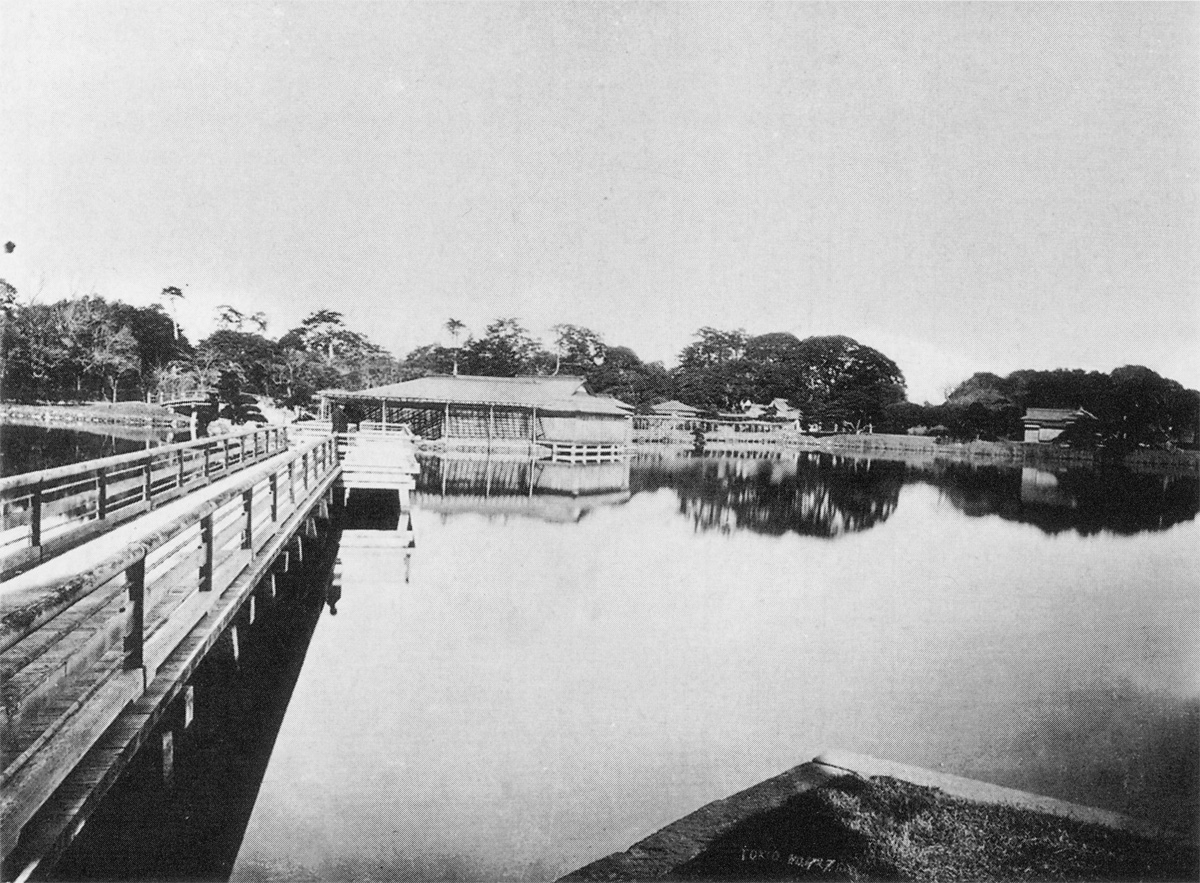
Nakajima-no-ochaya en 1893.

Le terrain où se situe le jardin était à l'origine une zone marécageuse en bordure de la baie de Tokyo, qui se remplissait d'eau de mer à marée haute. Il abritait deux cabanes construites pour la chasse au canard. En 1654, le frère cadet de Tokugawa Ietsuna, Tsunashige Matsudaira, en décide le comblement partiel via un terre-plein, afin d'y construire une résidence et un jardin, destinés à accueillir les daimyos en visite à Edo. Celle-ci est nommée Kōfu Hama-yashiki (« pavillon de plage de Kōfu », Tsunashige Matsudaira étant le seigneur de Kōfu). Sous le shogunat de son fils Tokugawa Ienobu, la villa passe sous le contrôle direct du clan Tokugawa, et devient Hama-goden (« palais de plage »). La villa brûle une première fois en 1725, avec tous les autres bâtiments, lors d'un grave incendie qui endommage tout le site. Le jardin est restauré et progressivement aménagé par les shoguns successifs, qui y font construire plusieurs maisons de thé, comme la « maison de thé de l'hirondelle » ou la « maison de thé du pin ».
Le jardin prend sa forme définitive sous le shogunat de Tokugawa Ienari.
En 1867, juste avant la restauration de Meiji, le domaine est transféré au ministère de la Marine. L'année suivante, après la restauration, il est à nouveau transféré, cette fois au ministère des Affaires étrangères. Son nom devient Hama-rikyū (« palais isolé de la plage ») et il sert à l'accueil de dignitaires étrangers. En 1869, on y construit le premier bâtiment de pierre à l'occidentale du Japon, Enryoukan. En 1879, peu après son départ de la Maison-Blanche, Ulysses S. Grant y séjourne pendant deux mois lors de sa visite au Japon. Le bâtiment est détruit pour vétusté en 1889. Le domaine passe plus tard sous le contrôle direct de la maison impériale.
Le tremblement de terre de Kantō de 1923, puis les bombardements lors de la Seconde Guerre mondiale provoquent des dégâts considérables. En novembre 1945, la famille impériale cède le jardin à la ville de Tokyo, et il ouvre au public le 1er avril 1946.
Le 22 novembre 1952, le jardin obtient le statut de « site célèbre » ainsi que de « site de haute importance historique », selon la loi de protection des biens culturels.

## Éléments remarquables

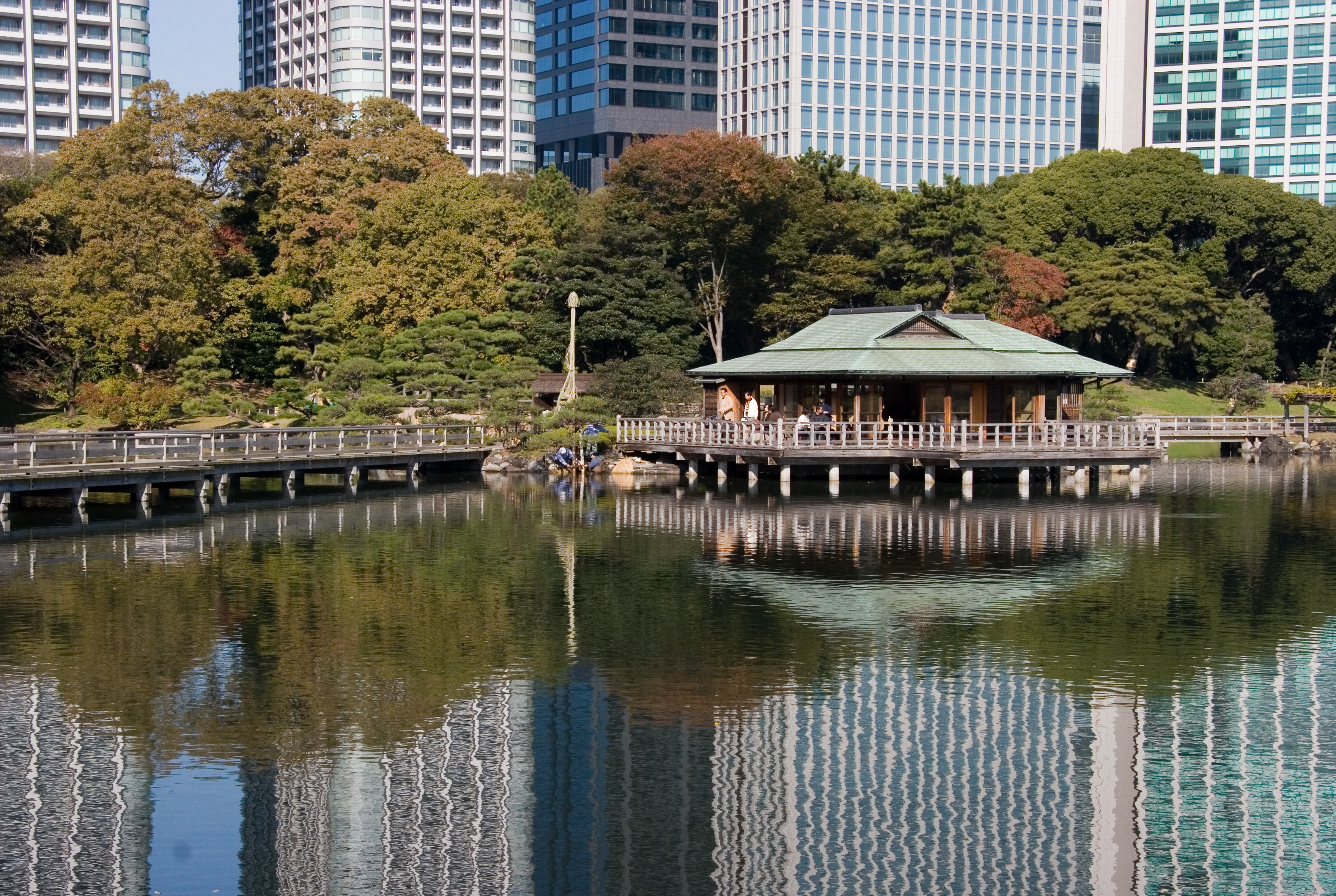
Nakajima-no-ochaya.

- Shiori-no-ike (潮入の池?, « lagune de la marée montante ») : le plus grand des plans d'eau du parc, c'est une lagune artificielle dont le niveau varie en fonction de la marée, par l'intermédiaire d'une porte d'écluse. De nombreux poissons d'eau de mer y vivent, comme des mulets ou des anguilles. Nakajima (中島?, « île centrale ») est une île construite au milieu de la lagune, reliée à la rive par trois ponts, dont O-tsutai-bashi, un pont en hinoki faux-cyprès de 118 m.
- Nakajima-no-ochaya (中島の御茶屋?, « maison de thé de l'île centrale ») est une maison de thé installée sur cette île, toujours en activité. Construite en 1707, elle offrait une vue sur la mer ; c'était un lieu de détente de la noblesse d'Edo. Elle a été détruite en 1724 et 1944, et restaurée dans sa forme d'origine en 1983.
- Matsu-no-ochaya (« maison de thé des pins ») était une autre maison de thé sur la rive nord de la lagune. Elle tirait son nom des pins qui l'entouraient, ou qui étaient dessinés sur le shōji (panneau coulissant) d'entrée. Elle a été détruite lors des bombardements de novembre 1944 et reconstruite en 2010.
- Tsubame-no-ochaya (« maison de thé d'hirondelle ») également détruite durant la guerre, elle a été reconstruite en 2015.
- Sanhyakunen-no-matsu (3百年の松?, « pin tricentenaire ») : ce pin a été planté en 1709, sous le shogunat de Tokugawa Ienobu, par Ienobu lui-même selon certaines sources. C'est le plus grand pin noir de Tokyo. Il commémorait les améliorations apportées par Ienobu au jardin.
- Kamoba : deux sites sont aménagés pour la chasse au canard, Koshin-do kamoba (1778) et Shizen-za kamoba (1791 ou 1795). Chacune de ces mares est aménagée avec une île centrale, conçue pour la nidification, et plusieurs bras d'eau ; les rives sont couvertes d'une végétation dense qui protège les canards des prédateurs. Des cabanes camouflées (hikibori) servent à leur observation, et les canards étaient capturés avec des filets.
- Kamozuka : ce monument funéraire a été construit en 1935 pour réconforter l'esprit des canards tués.
- Umite chaya : cette maison de thé construite en 1707 près de la côte offrait une vue de la mer, des bateaux et des pêcheurs. Elle a été détruite lors du tremblement de terre de 1923.
- Shogun O-agariba : cet embarcadère était utilisé par le shogun. Le dernier shogun, Tokugawa Yoshinobu, y débarque en 1868 après sa défaite lors de la bataille de Fushimi-Toba. L'ouvrage a été endommagé par un typhon en 1949.
- Champ de pivoines et parterre de fleurs (jardin Peony) : cultivé sur le site de la villa des Tokugawa, ces champs de fleurs contiennent 800 espèces, dont 60 de pivoines. Le jardin offre ici un net contraste avec les tours de Shiodome.
- Kyu Inabu-jinja (ancien sanctuaire d'Inabu), construit en 1895 sur le site d'un sanctuaire de l'époque d'Edo détruit par un tremblement de terre en 1894, il a été rénové en 2005.
- Shin Hinokuchi-yama : butte face à la baie de Tokyo et d'où on peut apercevoir le pont Rainbow.

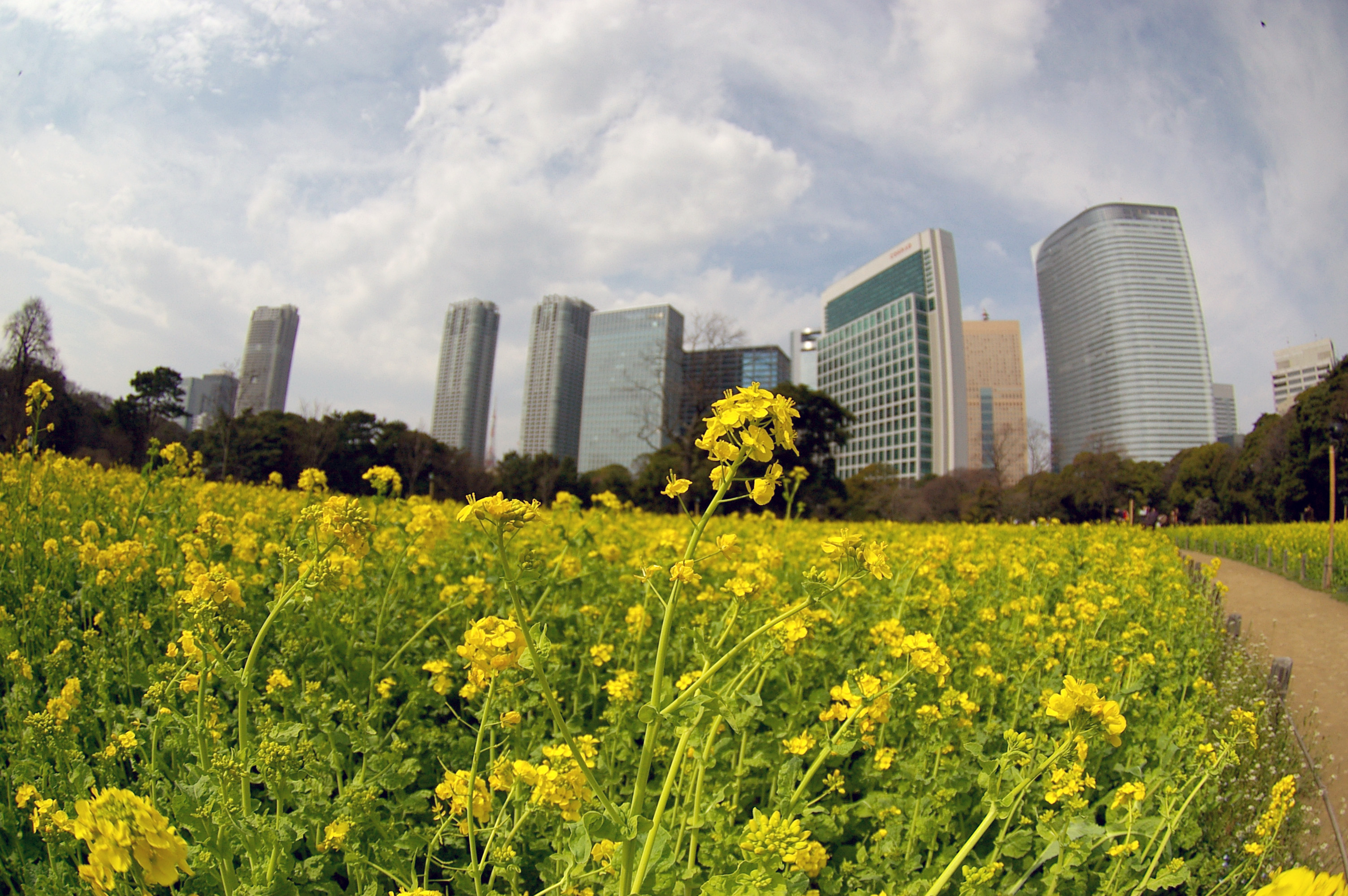
Colza et tours de Shiodome.
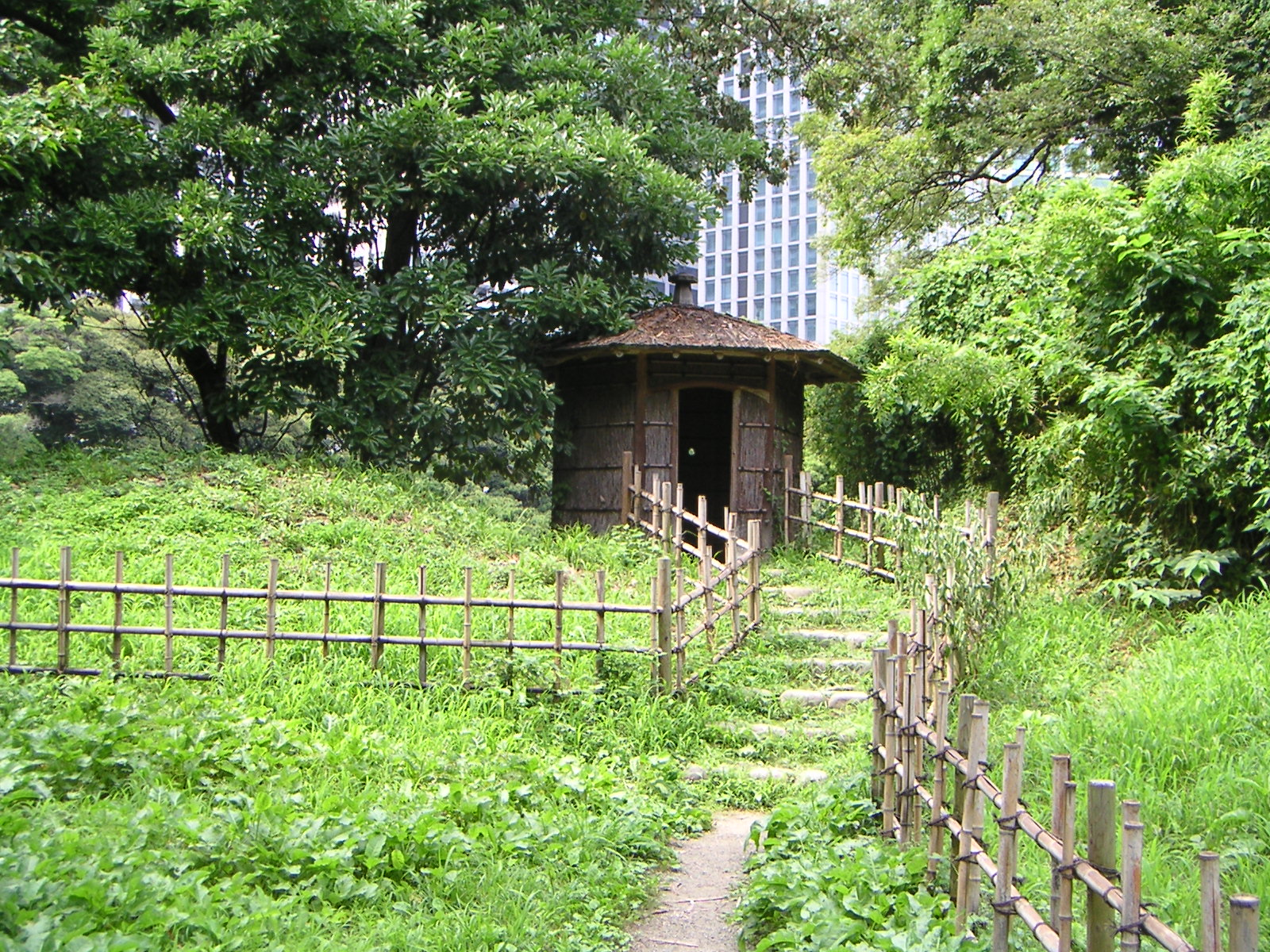
Hikibori (cabane de chasse) au bord de Shizen-za kamoba.
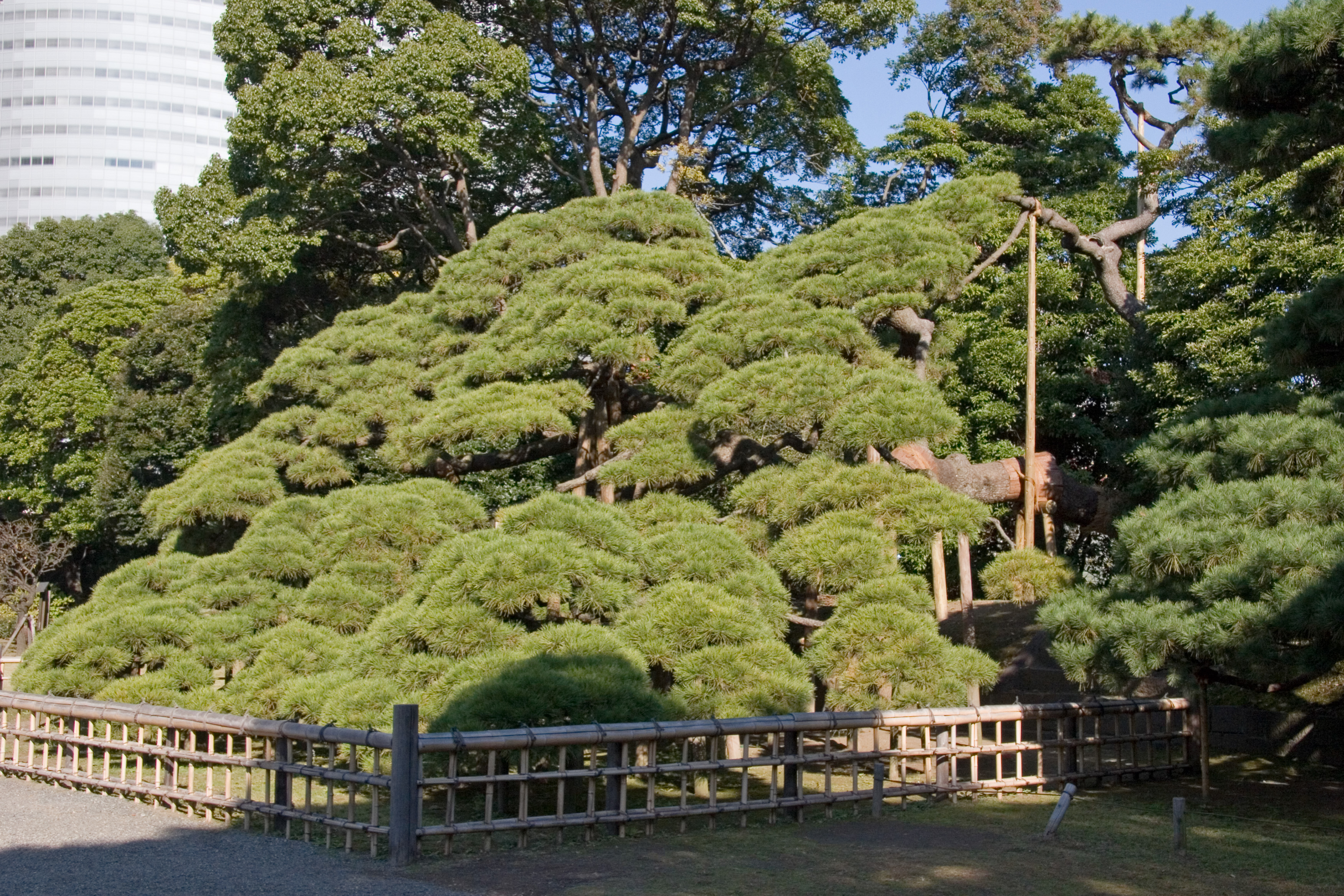
Sanhyakunen-no-matsu (pin tricentenaire).
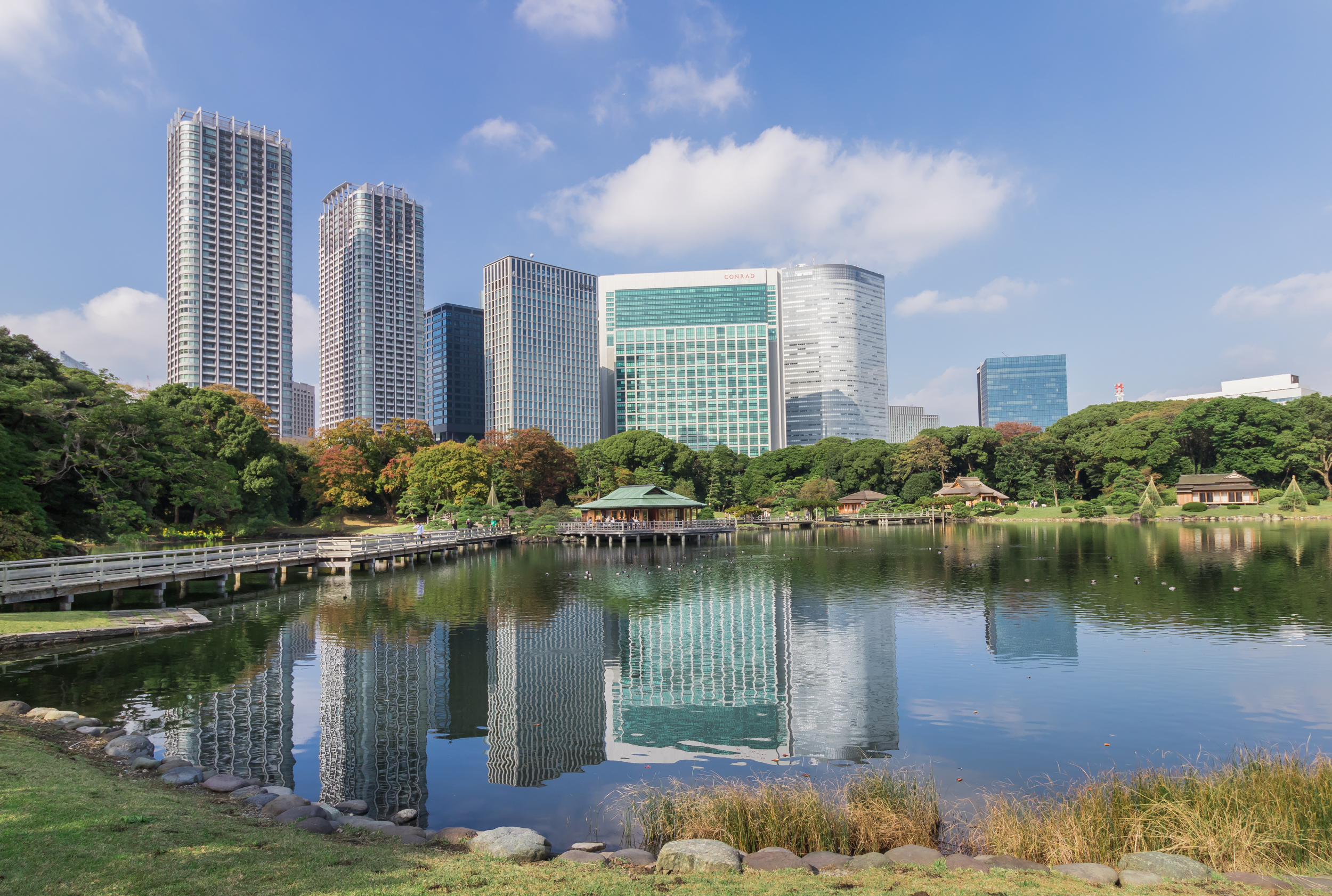
Étang et tours de Shiodome.